# اولانبل
اولانبل (به قزاقی: Ұланбел، ۇلانبەل) یک منطقهٔ مسکونی در قزاقستان است که در شهرستان معین‌قوم واقع شده‌است. اولانبل ۱٬۰۴۷ نفر جمعیت دارد.